# Leader of the Rockers
Leader Of The Rockers er en sang af Eddie Meduza. Sangen kan findes på singlen "Jag Vill Ha En Brud Med Stora Pattar" fra 1983 og den anden udgave af albummet West A Fool Away fra 1984. Den originale version er på albummet Eddie Meduza & Roarin' Cadillacs fra 1979.
I en uofficiel afstemning fra sommeren 2002 om Eddie Meduzas 100 bedste sange endte "Leader Of The Rockers" på ottonde plads.

## Tekst
Sangen handler om, at sangeren er rockens leder, og at ingen kan skubbe ham ned.

## Liveversion
Der er en liveversion af sangen indspillet den 14. september 2001, på opsamlingsalbummet Just Like An Eagle, der kom ud i 2002, efter hans død. På den er en del af sangen, hvor han går til et verbalt angreb mod Osama Bin Laden og muslimer, da angrebene den 11. september netop havde fundet sted tre dage før.